# Ліцей Жансон-де-Саї
Ліцей Жансо́н-де-Саї́ (фр. Lycée Janson-de-Sailly) — публічний ліцей в Парижі, вважається найбільшим навчальним закладом цього типу у місті. Тут навчаються 3250 учнів та студентів і працюють понад 250 вчителів. Ліцей розташований в 16 окрузі Парижа, за адресою Рю де ла Помп, № 106 (106, rue de la Pompe), та займає площу 3,5 га.
Окрім шкільної освіти, ліцей також має класи з підготовки у так звані «Великі школи».

## Історія
Александр Емманюель Франсуа Жансон де Сальї (Саї; 1785–1829), заможний паризький адвокат, позбавивши спадщини свою дружину, яка йому зраджувала, заповів свої статки державі з метою будівництва на попередньо придбаній ділянці чоловічого ліцею. 1876 року, після довгих процесів, вдова адвоката померла й французька держава таки отримала суму 2 600 000 старих золотих франків. За побажанням самого Жансона, жодна жінка не мала вступати до ліцею. Проте через десять років тут було відкрито класи для дівчаток. У ліцеї свого часу викладав французький поет Стефан Малларме.

## Знамениті учні
- Рішар Антоні — співак, музикант
- П'єр Ассулін – письменник, журналіст
- Філіпп Ар'єс — історик
- Жан-Луї Борлоо — політичний діяч
- Луї де Бройль — фізик, лауреат Нобелівської премії
- Карла Бруні — модель, співачка, перша леді Франції
- Рей Вентура — музикант
- Жан Габен — актор
- Ролан Гаррос — льотчик
- Саша Гітрі — драматург, режисер, актор
- Жульєн Грін — письменник
- П'єр Данінос — письменник, журналіст
- Серж Дассо — бізнесмен, політик
- Режіс Дебре — письменник, соціолог
- Хосе Джованні — письменник, кінорежисер
- Валері Жискар д'Естен — політичний діяч, президент Французької республіки.
- Ліонель Жоспен — політичний діяч.
- Захір-Шах — король Афганістану
- Нікола Зурабішвілі — композитор
- Елі Жозеф Картан — математик
- П'єр Клоссовскі — письменник, художник, філософ
- Рене Кревель — поет-сюрреаліст
- Клод Леві-Стросс — антрополог
- Мішель Леріс — письменник
- Роже Мартен дю Гар — письменник, лауреат Нобелівської премії
- Леннарт Мері — політик
- Моріс Мерло-Понті — філософ
- Робер Мерль — письменник
- Поль Місракі — письменник, композитор
- Оскар Мілош — поет
- Фредерік Міттеран — політичний діяч
- Анрі де Монтерлан — письменник
- Філіпп Нуаре — актор
- Жермен Нуво — поет
- Жан Батист Перрен — фізик, лауреат Нобелівської премії
- Леон Поляков — історик
- Матьє Рікар — буддійський чернець, письменник, перекладач
- Ремон Руссель — письменник
- Джордж Стейнер — письменник, літературний критик
- Престон Стерджес — кінорежисер
- Жерар Урі — кінорежисер
- Едгар Фор — політичний діяч
- Лоран Фабіус — політичний діяч
- Франсуа Фюре — історик
- Моріс Шуман — політик
- Крістіан Мійо — рестораний критик, журналіст, письменник, один із засновників гіда «Го-Мійо»